# David Buckingham (homme politique)
Pour les articles homonymes, voir David Buckingham et Buckingham.
David Buckingham est un homme politique provincial canadien de la Saskatchewan. Il représente la circonscription de Saskatoon Westview à titre de député du Parti saskatchewanais de 2016 à 2024.
Il remporte l'élection de 2016 face au candidat et chef néo-démocrate, Cam Broten.

## Biographie
Né à Shellbrook en Saskatchewan, il exerce deux mandats en tant que maire du village de Borden.